# Rauvolfia insularis
Rauvolfia insularis là một loài thực vật có hoa trong họ La bố ma. Loài này được Markgr. miêu tả khoa học đầu tiên năm 1930.